# Малиновка (Медведевський район)
Мали́новка (рос. Малиновка, марій. Эҥыжсола) — присілок у складі Медведевського району Марій Ел, Росія. Входить до складу Руемського сільського поселення.

## Населення
Населення — 13 осіб (2010; 12 у 2002).
Національний склад (станом на 2002 рік):
- лучні марійці — 83 %